# Ruth Feistritzer
Ruth Feistritzer (* 19. Dezember 1968 in Sonnleiten, Gnesau) ist eine österreichische Politikerin der Sozialdemokratischen Partei Österreichs (SPÖ). Seit April 2018 ist sie Abgeordnete zum Kärntner Landtag.

## Leben
Ruth Feistritzer besuchte nach der Volksschule in Patergassen und Gnesau und der Hauptschule 3 in Feldkirchen die Handelsakademie in Feldkirchen, wo sie 1988 maturierte. Seit 1988 ist sie bei der Österreichischen Post AG tätig, unter anderem als Leiterin einer Postfiliale. Seit September 2014 fungiert sie als Gleichbehandlungsbeauftragte der Österreichischen Post AG.
Seit 2008 ist sie Vorsitzende der SPÖ-Frauen in Klagenfurt am Wörthersee, wo sie seit 2009 Mitglied des Gemeinderates ist und von 2015 bis Jänner 2018 als Stadträtin Referentin für Bildung, Familie und Integration war. Sie ist Frauenvorsitzende des Österreichischen Gewerkschaftsbund (ÖGB) in Klagenfurt und Vorsitzende der Gewerkschaft für Post- und Fernmeldebediensteten in Klagenfurt.
Am 12. April 2018 wurde sie in der konstituierenden Landtagssitzung der 32. Gesetzgebungsperiode als Abgeordnete zum Kärntner Landtag angelobt, wo sie als Bereichssprecherin für Soziales und frühkindliche Bildung fungiert und dem Ausschuss für Gesundheit, Pflege und Soziales, dem Ausschuss für Kultur, Sport und Europa, dem Ausschuss für Naturschutz, Energie und Umwelt sowie dem Ausschuss für Wirtschaft, Tourismus und Mobilität angehört.
Im Februar 2022 folgte ihr Mario Rettl als ÖGB-Vorsitzender der Region Klagenfurt nach. Bei der Bezirksfrauenkonferenz der SPÖ Klagenfurt wurde sie im Jänner 2025 mit 90,91 Prozent der Stimmen an der Spitze der SPÖ-Frauen in Klagenfurt  wiedergewählt.
Ruth Feistritzer ist Absolventin des Kärntner Politikerinnen-Lehrganges.